# جون ماسون مارتن
جون ماسون مارتن (بالإنجليزية: John Mason Martin)‏ هو محامي وسياسي أمريكي، ولد في 20 يناير 1837 في الولايات المتحدة، وتوفي في 16 يونيو 1898 في الولايات المتحدة. حزبياً، نشط في الحزب الديمقراطي. وقد انتخب عضو مجلس النواب الأمريكي.